# متلازمة كلاينفيلتر
متلازمة كلاينفيلتر أو متلازمة كلاينفلتر (بالإنجليزية: Klinefelter's syndrome) هي متلازمة توجد في الذكور الذين يمتلكون صبغ (X) (بالإنجليزية: X chromosome) زائد في خلاياهم، ليصبح العدد 44+XXY بدلا من 44+XY.
وسميت على اسم الدكتور هاري كلاينفلتر الذي وصفها لأول مرة عام 1942 ، وتحدث نتيجة عدم انتظام في توزيع الصبغيات أثناء عملية الانقسام الميوزي للبويضات في الأنثى حيث في بعض الحالات النادرة جدا يحدث ان تلتصق أصباغ (X) ببعضها أثناء الانقسام الميوزي بالتحديد عند الطور الاستوائي حيث بعدها لا تستطيع أزواج الكروموسومات أن تنفصل عن بعضها مما ينتج عنه بويضات تركيبها (22+xx)، وأخرى (22+0) فينتج عن اخصاب الأولى بحيوان منوي تركيبه (22+y) ذكر كلاينفلتر، أما إن كان تركيب الحيوان المنوي (22+x) فإن النتاج سيكون أنثى عادية لديها حالة تضاعف جنسي.
متلازمة كلاينفيلتر{47، XXY } أو متلازمة XXY هي الحالة التي يكون لدى الإنسان الذكر فيها كروموسوم الجنس X زائدا. فبينما يمتلك الإناث التكوين الكروموسومي XX والذكور XY يكون لدى الإنسان المصاب على الأقل اثنان من الكروموسوم X وكروموسوم Y واحد على الأقل. ونظرا لوجود هذا الكروموسوم الإضافي، فإنه عادة ما يشار للأفراد المصابين بهذه الحالة باسم «XXY ذكور»، أو «47، XXY ذكور».
ففي البشر، تعد متلازمة كلاينفيلتر أكثر اختلالات الصيغة الصبغية شيوعاً، وثاني أشهر الحالات الناجمة عن وجود الكروموسومات الزائدة. وهذه الحالة موجودة في حوالي 1 من كل 1000 من الذكور. واحد من 500 كروموسوم X إضافي ولكن ليس لديه أعراض. وتوجد متلازمة XXY أيضا في ثدييات أخرى، بما في ذلك الفئران.
الآثار الرئيسية هي تكوين خصية صغيرة وانخفاض الخصوبة. وتوجد مجموعة متنوعة من الاختلافات الجسدية والسلوكية والمشكلات الشائعة، وعلى الرغم من تباين شدتها فإن الكثير من الأولاد والرجال الذين يعانون من هذه الحالة لا يكتشف لديهم إلا القليل من الأعراض.
ولقد تم تسمية المتلازمة باسم متلازمة الدكتور هاري كلاينفيلتر، الذي عمل في عام 1942 مع فولر أولبرايت في مستشفى ماساتشوستس العام في بوسطن، ماساشوستس، ووصفها لأول مرة في العام نفسه.

## معدل الحدوث
تحدث بنسبة 0.1% من المواليد الذكور فقط.
وتعتبر من أشهر الاضطربات التي تصيب الصبغيات الجنسية.

## العلامات والأعراض
إن الأعراض كلها عادة تكون نتيجة الصبغي (x) الزائد الذي أدى إلى اختلال في توازن هرمونات الجسم، وذلك حيث أننا نجد أن بعض الجينات الأنثوية والمحمولة على ذات الصبغي قد عبرت بشكل ما عن نفسها وهذه الأعراض هي:
- العقم: وذلك نتيجة غياب الخلايا المولدة للحيوانات المنوية لديه.
- التأخر العقلي وصعوبة في التعلم والفهم.
- زيادة حجم الثدي، وعضلات الجسم تكون إلى حد ما أنثوية.
- طول الأطراف أكثر من الطبيعي.
- شعر العانة يكون كشعر العانة للأنثى.
- اختفاء الصلع الأمامي (انحسار الشعر في جانبي الجبهة) الموجود لدى معظم الرجال.
- ضعف في الانتصاب وضعف الرغبة الجنسية.
- طول القامة.
- صغر الخصيتين.[5]

تعاني الذكور المتضررة دائما تقريبا من العقم، على الرغم من إمكانية المساعدة الإنجابية المتقدمة في بعض الأحيان. وقد توجد درجة من ضعف تعلم اللغة،  وتكشف الاختبارات النفسية والعصبية في كثير من الأحيان عن العجز في الوظائف التنفيذية. في البالغين، تختلف الخصائص الممكنة على نطاق واسع وتتضمن القليل أو ما لا يذكر من علامات التأثر، ويكون الشخص المصاب نحيفاً وله بنية وملامح وجه شبابية، أو جسم من النوع المستدير مع درجة من التثدي (زيادة نسيج الثدي). والتثدي يكون موجودا إلى حد ما في الثلث تقريبا من المصابين، وهي نسبة أعلى بقليل من الأشخاص الذين يمتلكون XX، ولكنه يكون ملاحظ في حوالي 10 ٪ فقط من 'الذكور XXY بحيث يتطلب عملية جراحية.
وفي كثير من الأحيان يساء فهم مصطلح hypogonadism في أعراض XXY على أنه يعني «الخصيتين الصغيرتين» أو «القضيب الصغير». وفي الواقع، فإنه يعني انخفاض هرمون الخصية / وظيفة الغدد الصماء. وبسبب هذا القصور الأولى في الغدد التناسلية فإن الأفراد المصابين غالبا ما يكون لديهم مستوى منخفض من هرمون التستوستيرون في الدم بينما يكون لديهم مستوى مرتفع من هرمون تنشيط المسام (FSH) ولوتينيزينغ هورمون (LH) على الرغم من سوء فهم هذا المصطلح، فمن الصحيح أن الرجال XXY يكون لديهم خصيتين صغيرتين microorchidism
و تكون النهاية الأكثر شدة لهذا الطيف من الأعراض مرتبطة بزيادة خطر الإصابة بأورام الخلية الجرثومية وسرطان الثدي في الذكور وهشاشة العظام وتكون هذه المخاطر مشتركة بدرجات متفاوتة مع الإناث. بالإضافة إلى ذلك، تبين المؤلفات الطبية بعض دراسات الحالة الفردية لمتلازمة كلاينفيلتر مصاحبا لاضطرابات أخرى، مثل أمراض الرئة، الدوالي، داء السكرى والتهاب المفاصل الروماتويدي ولكن الارتباطات المحتملة بين كلاينفيلتر وهذه الحالات الأخرى غير مفهومة،
وعلى الرغم من هذه المخاطر المتزايدة، فإنه من المعتقد في الوقت الراهن أن الحالات المتنحية المرتبطة بالكروموسوم X تكون أقل شيوعا في الذكور من XXY عنها في الذكور الطبيعيين XY، حيث أن هذه الحالات تنتقل عن طريق الجينات المحمولة على الكروموسوم X فإن الأشخاص الذين يمتلكون نسختان من الكروموسوم X يكونون فقط حاملين لا مصابين بهذه الحالات المتنحية المرتبطة بالكروموسوم X.
كما أن هناك فروقا عديدة بين أفراد XXY، تماما كما هو الحال في الأفراد 46,XY الأكثر شيوعا. في حين أنه من الممكن أن تميز الذكور XXY,47 بأنواع جسدية معينة، وهذا في حد ذاته لا يمكن أن يكون طريقة لتحديد ما إذا كان شخص ما 47، XXY أم لا. والطريقة الوحيدة الموثوقة لتحديد الهوية هي اختبار النمط النووي.

## عدد الصبغيات
عدد الصبغيات في هذه الحالة قد يكون:-
- 47 صبغ ويكون هناك نسخة صبغ (X) واحدة زائدة فقط (44+xxy).
- 48 صبغ ويكون هناك نسختين من الصبغ (X) زائدة (44+xxxy).
- 49 صبغ ويكون هناك 3 نسخ من الصبغ (X) زائدة (44+xxxxy)، وهي حالات ناتجة عن تخصيب بويضات لأنثى لديها تضاعف جنسي.

## التشخيص
يتم استخدام النمط النووي للتأكد من التشخيص. في هذا الإجراء، تؤخذ عينة دم صغيرة. ثم يتم فصل خلايا الدم البيضاء من العينة، وخلطها مع وسط زراعة الأنسجة، ووضعها في الحضانة، والتحقق من شذوذ الكروموسومات، مثل الكروموسوم (X) الإضافي.
كما يمكن إجراء التشخيص قبل الولادة عن طريق أخذ العينات المشيمية أو البزل، الاختبارات التي يتم فيها استخراج أنسجة الجنين وفحص الحمض النووي لاكتشاف التشوهات الوراثية. وقد وجد مؤلفا عام 2002 عن معدلات الإجهاض الاختياري أن ما يقرب من 50٪ من حالات الحمل في الولايات المتحدة مع التشخيص بمتلازمة Klinefelter قد أنهيت.

## الأسباب
الاحتفاظ بكروموسوم X إضافي بسبب حالة الانقسام المنصف {nondisjunction} خلال (انقسام خلية الجنس). الترتيب الكروموسومي XXY هو أحد أهم التغيرات الجينية الشائعة في النمط النووي XY، ويحدث في حوالي 1 لكل 500 من المواليد الذكور الأحياء.
في الثدييات التي تمتلك أكثر من كروموسوم X واحد فإن الجينات التي تظهر هي تلك الموجودة على كروموسوم X واحد فقط دونا عن باقي الكروموسومات؛ ويعرف هذا بتعطيل الكروموسوم X. وهذا يحدث في الذكور XXY فضلا عن الإناث الطبيعيات XX. ومع ذلك، فان في الذكورXXY القليل من الجينات الموجودة في المنطقة الpseudoautosomal من الكروموسوم X له ما يقابله من الجينات على الكروموسوم Y وهي قادرة على الظهور. وهذه المضاعفة الثلاثية للجينات triploid في الذكور XXY قد تكون مسؤولة عن هذه الأعراض المصاحبة لمتلازمة Klinefelter.
ونشر التقرير الأول لرجل لديه النمط النووي XXY من قبل باتريشيا ألف جاكوبس، والدكتور ج. سترونج في المستشفى الغربي العام في أدنبره في اسكتلندا في عام 1959. وكان العثور على هذا النمط النووي في رجل يبلغ 24 عاما ولديه علامات متلازمة كلاينفيلتر. ووصفت الدكتور جاكوبس اكتشافها لعدم التوازن في الكروموسومات aneuploidy في الإنسان والثدييات لأول مرة أثناء خطابها في جائزة وليام ألان التذكارية عام 1981.

### الاختلافات
و تحدث متلازمة 48, XXYY(الذكور) في 1 في كل 18,000-40,000 من المواليد وتقليديا تعتبر أحد أنواع كلاينفيلتر المختلفة. ولم يعد التضاعف الرباعي للكروموسومات XXYY tetrasomy يعتبر نوعا من أنواع متلازمة كلاينفيلتر بشكل عام بالرغم من عدم اعطائها الرمز 10 في التصنيف الدولي للأمراض حتى الآن.
و قد يكون لدى الذكور المصابين بمتلازمة كلايفيلتر النمط النووى الفسيفساء mosaic 47,XXY/46,XY مع درجات متفاوتة من عدم القدرة على تصنيع الحيوانات المنوية. ومن النادر جدا وجود حالات الفسيفساء Mosaicism 47,XXY/46,XX. بمظاهر سريرية توحي بوجود متلازمة كلايفيلتر. وحتى الآن، فقد وصفت حوالي 10 حالات فقط في المؤلفات الطبية.

## العلاج
الاختلاف الجيني لا رجعة فيه. والتستوستيرون هو خيار العلاج لبعض الأفراد الذين يرغبون في مظهر وهوية أكثر ذكورة. وغالبا ما يعاني الأفراد الذين لديهم زيادة ملحوظة في نسيج الثدي أو انخفاض في هرمون الخصية hypogonadism من الاكتئاب أو/بالإضافة إلى القلق الاجتماعي وذلك لخروجهم عن المعايير الاجتماعية. يشار إلى هذا أكاديميا بالاعتلال النفسي والاجتماعي. وتشير دراسة واحدة على الأقل إلى أنه ينبغي توفير الدعم المخطط والمحدد زمنيا للشباب المصابين بمتلازمة كلاينفيلتر لتحسين النتائج النفسية والاجتماعية الضعيفة حاليا.
بحلول عام 2010 سيكون هناك ما يزيد عن 100 حمل ناجح باستخدام تقنية التلقيح الاصطناعي عن طريق المواد المنوية المزالة جراحيا من الرجال المصابين بمتلازمة كلاينفيلتر.

## قراءات أخرى
- Fales، سى ل، نولتون، ب. ج، Holyoak، كي ج، Geschwind، د ه، Swerdloff، آر س، وغونزالو، آى جى 2003). الذاكرة العاملة والعلاقات المنطقية في متلازمة كلاينفيلتر. نسخة محفوظة 23 يوليو 2010 على موقع واي باك مشين. مجلة الجمعية الدولية لعلم النفس العصبي، 9، 839-847.

## وصلات خارجية
- متلازمة كلاينفيلتر على مشروع الدليل المفتوح